# Shah Guido G.
Shah Guido G. (titre original : Shah Guido G.) est une nouvelle de science-fiction d'Isaac Asimov parue aux États-Unis en novembre 1951 dans la revue Marvel et publiée en France dans le recueil Flûte, flûte et flûtes !.

## Résumé
La Terre étouffe sous les pouvoirs d'une ONU devenue tyrannique. Le Secrétaire général, Guido Garshthavastra, a hérité de son père sa position de despote oriental bouffi de plaisirs ; on le surnomme "Shah Guido G.". Depuis la ville volante d'Atlantis, il commande à ses escadres d'amazones, surnommées les Afat.
Pour mettre fin à ce règne de terreur, Philo Plat s'arrange pour que l'on multiplie les bâtiments et armements sur Atlantis. Puis il fait venir un bataillon d'Afat qui, en atterrissant, fait lâcher les moteurs. Atlantis s'effondre "victime de l'Afatuité" (la fatuité).

## Humour
En anglais, une « shaggy dog story » est une sorte de farce qui leurre le lecteur avant de lui infliger une fin en queue de poisson. « Shah Guido G. » se lit comme « shaggy dog ». Philo Plat est Platon le philosophe. Les Afat sont en anglais des « Waves » (Women Auxiliary Forces, WAF, pluriel fantaisiste waves, vagues), de sorte qu'Atlantis « sombre sous les vagues ».